# Cyrkulady Langwedockie

Lokalizacja cyrkulad we Francji

Cyrkulada – typ osady zbudowany w formie koncentrycznych kręgów. Przykłady tego typu układu występują w regionie Langwedocja-Roussillon na południu Francji. W centrum znajdować się może mały zamek lub kościół parafialny, jednak równie często miejsce pozostawione jest puste.

## Pochodzenie terminu
Wcześniejsze określenie używane przez geografów to „okrągła wioska”, o czym świadczy artykuł Louisa Josseranda, Les villages ronds du Razès (Aude), opublikowany w Revue geographic des Pyrénées et du Sud-Ouest w 1931 r.
Sam neologizm i koncepcja zostały zaproponowane w 1992 r. przez polskiego architekta-urbanistę, specjalistę od historycznych miast Krzysztofa Pawłowskiego w swojej pracy Circulades languedociennes de l’an mille.
Chociaż usystematyzowane plany kolistych miejscowości nie zostały zidentyfikowane jako unikalne zjawisko urbanistyczne aż do 1992 r., mają one średniowieczne pochodzenie, datowane na XI i XII wiek, dwa wieki wcześniej niż pierwsze planowane bastydy regionu. Słownik Larousse nie wymienia tego neologizmu jako dawnej formy urbanizacji, została ona jednak przyjęta przez stowarzyszenie utworzone w celu promowania „okrągłych wiosek”; Jacques Heers umieścił go w tym podręczniku La ville au Moyen Age (Hachette Pluriel, 1992).

## Hipoteza Pawłowskiego
Według Krzysztofa Pawłowskiego, architekta działającego w dziale dziedzictwa UNESCO, średniowieczna wioska okrężna to osada, której krąg stanowi podstawę całości lub części organizacji systemu działek. Istotnym elementem systemu zwanego „cyrkulacją” byłaby seria pierścieni regularnie rozmieszczonych wokół centralnego rdzenia w postaci wstążek domów szeregowych. Do tej pory bastydy z południowego zachodu Francji, oparte na prostokątnym wzorze, były uważane za pierwsze przejawy twórczości miejskiej w średniowieczu. Jednak dla Krzysztofa Pawłowskiego w Langwedocji model kołowy powstałby dwa wieki przed domami wiejskimi, a tym samym miał zapoczątkować średniowieczną europejską urbanistykę.

## Operacja
Od 1993 r. w departamentach Aude, Hérault i Gard, około 40 miejscowości tego typu (wsie lub małe miasteczka) są rozpropagowywane w celach turystycznych i ekonomicznych, przez Association des villages circulaires du Languedoc (Stowarzyszenie Okrągłych Wiosek Langwedockich), pod ogólna nazwa „cyrkulady”, neologizm utworzony na potrzeby przyczyny. „Cyrkulady” spotkały się z przychylną reakcją burmistrzów miejscowości, ponieważ mają utworzyć turystykę kulturalną na tych terenach oraz powstrzymać spowolnienie gospodarcze, spowodowane opustoszeniem terenów wiejskich. Od samego początku inicjatywa spotkała się ze wsparciem regionalnej społeczności Langwedocji-Roussillon.

## Galeria
|  |  |
|  |  |